# Condado de Lorain
O Condado de Lorain (em inglês:  Lorain County) é um dos 88 condados do estado americano do Ohio. A sede do condado é Elyria, e sua maior cidade é Lorain. Foi fundado em 26 de dezembro de 1822.
O condado possui uma área de 2 391 km², dos quais 1 119 km² estão cobertos por água, uma população de 301 356 habitantes, e uma densidade populacional de 236,9 hab/km² (segundo o censo nacional de 2010). Faz parte da região metropolitana de Cleveland.